# Poa chaixii
Poa chaixii es una especie botánica de pastos de la subfamilia Pooideae. Se encuentra en Europa y zonas templadas de Asia. 

## Descripción
Sus tallos son erectos o ascendentes y alcanza un tamaño de 60-120 cm de largo, con láminas foliares planas o conduplicadas, de 15-45 cm de largo por 5.10 mm de ancho.

## Taxonomía
Poa chaixii fue descrita por Dominique Villars y publicado en Flora Delphinalis 7. 1785[1786].
Etimología
Poa: nombre genérico derivado del griego poa = (hierba, sobre todo como forraje).
chaixii: epíteto
Citología
Número de cromosomas de Poa chaixii (Fam. Gramineae) y táxones infraespecíficos: 2n=14
Sinonimia
| - Cynodon sudeticus (Haenke) Raspail - Poa haemi F. Herm. - Poa haemii F.Hermann - Poa latifolia Pohl - Poa quadripedalis Ehrenb. Ex Köhlerer - Poa rubens Moench | - Poa sclerophylla Spreng. ex C.Presl - Poa silvatica Chaix - Poa sudetica Haenke - Poa sudetica var. rubens Rchb. - Poa sylvatica Chaix - Poa willemetiana Godefroy |